# Терский сельсовет (Тамбовская область)
Терский сельсовет — сельское поселение в Мичуринском районе Тамбовской области.
Административный центр — село Терское.

## Население
| 2010  | 2012  | 2013  | 2014  | 2015  | 2016  | 2017  |
| ----- | ----- | ----- | ----- | ----- | ----- | ----- |
| 1307  | ↘1299 | ↗1306 | ↘1291 | ↘1281 | ↘1278 | ↘1262 |
| 2018  | 2019  | 2020  | 2021  |       |       |       |
| ↘1236 | ↘1209 | ↘1195 | ↘1145 |       |       |       |

## Состав сельского поселения
| № | Населённый пункт | Тип населённого пункта       | Население |
| - | ---------------- | ---------------------------- | --------- |
| 1 | Красная Слобода  | деревня                      | ↘0        |
| 2 | Крюковка         | село                         | ↗520      |
| 3 | Марьино          | деревня                      | ↘27       |
| 4 | Польное Лапино   | село                         | ↘51       |
| 5 | Терское          | село, административный центр | ↗709      |